# Wilhelmsfeld
Wilhelmsfeld è un comune tedesco di 3 336 abitanti, situato nel land del Baden-Württemberg.